# 侵华日军金山卫城登陆地点
30°43′14″N 121°19′08″E / 30.72058°N 121.31876°E
侵华日军金山卫城登陆地点，位于中华人民共和国上海市金山区石化街道南安路87号。现为金山卫抗战遗址纪念园金山卫抗战史料馆组成部分。

## 沿革
淞沪会战后期，侵华日军选择了防御较弱的金山卫进行偷袭登陆。1937年11月5日（农历十月初三），日军在其第4舰队的掩护下，以10万部队在金山卫海滩登陆。金山卫的国军守军只有两个连300余人，以寡敌众反击，但仅40人突出重围，其余部牺牲。1966年金山卫人民公社在此立碑，题为《十月初三惨案》记述日军罪行。1984年3月19日，上海市文物管理委员会公布其为日本帝国主义侵略上海遗址纪地点。2004年後，金山区委、区政府在金山卫抗战遗址上修建占地面积24000平方米的金山卫抗战遗址纪念园。2014年4月4日遺址被调整为市级文物保护单位。2014年12月31日，遺址改建为金山卫抗战史料馆，向公众开放。